# Cold Hearted
《Cold Hearted》是美國女歌手寶拉·阿巴杜在1989年6月發行的單曲，它曾獲得告示牌單曲榜一週冠軍，亦是寶拉·阿巴杜第三首全美冠軍單曲。

## 歌曲

### 單曲簡介
〈Cold Hearted〉是從寶拉·阿巴杜首張專輯《永遠是你的女孩》（英語：Forever Your Girl）中所推出的第五首單曲，前四首發行的單曲為〈Knocked Out〉（第41名）、〈(It's Just) the Way That You Love Me〉（第88名，1989年二度發行獲得第3名）、〈Straight Up〉（三週冠軍）和〈Forever Your Girl〉（兩週冠軍）。

### 音樂影片
〈Cold Hearted〉音樂影片中的編舞，是受到鮑伯·佛西（Bob Fosse）執導的《爵士春秋》（All That Jazz）一片所影響，乃至於影片中有著濃厚情色風格和編舞風格，無論是影片中舞群表現的火辣肢體動作，或是整部影片在剪輯上都很傑出，性感露骨的影片劇情，搭配上間奏時悠揚的小提琴聲，讓看過的觀眾留下深刻印象。

### 商業成績
在〈Cold Hearted〉推出單曲之前，寶拉·阿巴杜已經有兩首告示牌冠軍單曲，此時的她是美國家喻戶曉的舞曲天后。因此〈Cold Hearted〉推出之後自然受到矚目，1989年6月24日首週進入單曲榜，成績為第65名，單曲在進榜後名次雖緩慢但很穩定的往上爬升，終於在經過兩個多月之後，1989年9月2日摘下單曲榜一週冠軍，這是寶拉·阿巴杜在1989年拿到的第三首冠軍單曲。
寶拉·阿巴杜在1989年告示牌年終單曲榜一共有三首單曲進榜，分別是〈Straight Up〉第4名、〈Cold Hearted〉第6名以及〈Forever Your Girl〉第30名。
〈Cold Hearted〉在英國單曲榜成績僅得到第46名。
〈Cold Hearted〉在2015年5月美國告示牌遴選「Summer Songs 1989: The Top 10 Tunes of Each Summer」中排名第3名。